# Боснийско-северомакедонские отношения
Боснийско-северомакедонские отношения — двусторонние дипломатические отношения между Боснией и Герцеговиной (БиГ) и Северной Македонией. Отношения между странами на очень хорошем уровне, без каких-либо проблемных моментов.

## История
До 1991 года Северная Македония (как Социалистическая Республика Македония) и Босния и Герцеговина (как Социалистическая Республика Босния и Герцеговина) являлись частью Социалистической Федеративной Республики Югославии (СФРЮ). Когда СФРЮ начала распадаться, Македония провозгласила независимость в сентябре 1991 года, а Босния и Герцеговина провозгласила независимость в марте 1992 года. Дипломатические отношения между странами были установлены 12 мая 1993 года. Босния и Герцеговина, как и все другие бывшие югославские республики, ранее признавала Северную Македонию под наименованием «Республика Македония», входя в число 131 стран, которые занимали такую же позицию. В 2019 году "Республика Македония" изменила своё название став республикой Северная Македония

## Вступление в ЕС и НАТО
Северная Македония и БиГ имеют общую цель по вступлению в Европейский союз и НАТО. Северная Македония является страной-членом НАТО с 2020 года и страной-кандидатом на вступление в Европейский союз с 2005 года (ожидает даты начала переговоров). Босния и Герцеговина также ставит целью присоединение к НАТО, а в 2008 году БиГ подписала Соглашение об ассоциации с Европейским союзом.

## Дипломатические представительства
- Босния и Герцеговина имеет посольство в Скопье[5].
- У Северной Македонии имеется посольство в Сараево[6].